# Ablak-Zsiráf
Ablak-Zsiráf [ˈɒblɒk ˈʒiraːf] (ungarisch für „Fenster-Giraffe“) war ein enzyklopädisches Nachschlagewerk für sieben- bis zehnjährige Kinder (Redaktion: die Kinderpsychologen Ferenc Mérei und Ágnes V. Binét) im Ungarn der 1970er Jahre. Das Buch erschien beim Móra-Verlag, dem ältesten Kinderbuchverlag Ungarns. Der erste Artikel des Lexikons hieß ablak, der letzte zsiráf.
Die Lemmata und die Erklärungen spiegelten die damalige historisch-politische Situation wider: neben Alltagsbegriffen wurden z. B. auch Begriffe aus dem Leben der Jungpioniere erklärt, und viele Artikel hatten einen Bezug zum damaligen politischen System. Das Buch wurde nach der demokratischen Wende neu aufgelegt und revidiert bzw. aktualisiert.
Auf dieses Kinderlexikon spielt der Titel des Buchs „Die letzte Fenstergiraffe“ (Az utolsó ablakzsiráf.) von Péter Zilahy an, ein als Lexikon geschriebenes Werk über die Diktaturen in Osteuropa, der in mehrere Sprachen übersetzt wurde und auch als CD-ROM erschienen ist.